# Björksele distrikt
Björksele distrikt är ett distrikt i Lycksele kommun och Västerbottens län. Distriktet ligger omkring Björksele och Kristineberg i södra Lappland. 

## Tidigare administrativ tillhörighet
Distriktet inrättades 2016 och utgörs av en del av socknen Lycksele i Lycksele kommun
Området motsvarar den omfattning Björksele församling hade 1999/2000 och fick 1962 efter utbrytning ur Lycksele församling.

## Tätorter och småorter
I Björksele distrikt finns tre småorter men inga tätorter.

### Småorter
- Björksele
- Kristineberg
- Vormsele